# Ashleigh Chisholm
Ashleigh Tiffany Chisholm Watson (Sídney, Nueva Gales del Sur, 6 de junio de 1990) es una actriz y modelo australiana.

## Biografía
Su carrera artística empezó a la edad de los 4 años. Su primer papel como actriz lo consiguió en Blue Heelers, pero consiguió la fama tras participar en series como Home and Away o The Sleepover Club, donde interpretó a Felicity Jones.
Más adelante, ha continuado su carrera en otras series como Neighbours, Rush, H2O: Just Add Water o Masters of Sex y también en películas como Knoclout, The Help o Free Ride.
En cuanto a su vida personal, se casó en 2014 en su país natal, Australia.

## Carrera

### Programas de TV
- Strictly Dancing (2005) Ella misma - Jurado

### Televisión
- Blue Heelers (1994-1998, 40 episodios) Bethany Sartori
- All Saints (1998-2000, 6 episodios) Jennelle Hudson
- Flat Chat (2001, 4 episodios) Stacy King
- Don't Blame Me (2002, 2 episodios) Claire Jork
- The Sleepover Club (2003, 26 episodios) Felicity "Fliss" Sidebotham
- Home and Away (2004-2008, 12 episodios) Cassie Conors
- Mortified (2006, 2 episodio) Indiana Dunn
- Neighbours (2007-2008, 2 episodios, 2009-presente, 28 episodios) Sophie Watson
- Rush (2009, 12 Epìsodies) Amber Wales
- H2O: Just Add Water (2009-2010, 2 episodios) Amy Tayler
- Glee (2010, 1 episodio) Grace
- Bones (2011, 1 episodio) Emmy Eglert
- The River (2012, 3 episodios) Kitty
- Criminal Minds (2012, 2 episodios) Kirsten Green
- Spartacus:Blood And Sand (2013, 16 episodios) Naameh
- Masters of Sex (2014,6 episodios) Shailene
- The Originals (2015,3 Episodes) Nina
- Bates Motel (2016,4 Episodes) Jasmine
- Reign (2017,6 Episodes) Lady Marianne
- Heartland (2018, 1 Episode) Tamera
- The 100 (2019,2 Episodes) Kristen
- Sweet Magnolias (2020, 2 Episodes) Joana
- Them (2021, 10 Episodes) Michelle
- Virgin River (2022, 1 Episode) Claudine
- Sex Education (2023, 3 Episodes) Miss Rachel Brown

### Cine
- 2009: The Loveny Bones Chica en la plaza
- 2010: The Runaways Chica bailando
- 2010: Red Megan
- 2011: Knoclout Gina
- 2011: Submerged Jennifer
- 2012: Historias Cruzadas Maggs
- 2012: The Master Elise
- 2013: Free Ride Willow
- 2014: Franny Teresa
- 2014: Lego:The Movie Florence (Voice)
- 2015: Equals May
- 2016: Hacksaw Ridge Mallory Schutte
- 2017: Mother Katherine Abrams
- 2017: House of Wax Blair
- 2018: Mamma Mia: Here go again Lina
- 2019: Captain Marvel Amber
- 2019: After Teacher Martine
- 2020: Chemical Hearts Miss Courtney
- 2020: Star Girl Claudine
- 2020: Host Gabrielle
- 2021: Escape Room Audrey
- 2022: Smile Andrea
- 2023: Barbie Barbie Teacher
- 2023: Meg 2 Hilary